# Тшцянка (Лодзинське воєводство)
Тшцянка (пол. Trzcianka) — село в Польщі, у гміні Лишковиці Ловицького повіту Лодзинського воєводства.
Населення — 144 особи (2011).
У 1975-1998 роках село належало до Скерневицького воєводства.

## Демографія
Демографічна структура станом на 31 березня 2011 року:
|          | Загалом | Допрацездатний вік | Працездатний вік | Постпрацездатний вік |
| -------- | ------- | ------------------ | ---------------- | -------------------- |
| Чоловіки | 73      | 18                 | 48               | 7                    |
| Жінки    | 71      | 17                 | 37               | 17                   |
| Разом    | 144     | 35                 | 85               | 24                   |